# فلاي دبي الرحلة 981
فلاي دبي الرحلة 981 حادث لطائرة من نوع بوينغ 737-800 كانت في رحلة بين مطار دبي الدولي ومطار روستوف نا دونو في روسيا قبل أن تتحطم بسبب العواصف. قتل جميع ركاب الطائرة البالغ عددهم 62 (55 راكبا و7 طاقم الطائرة).

## الرحلة

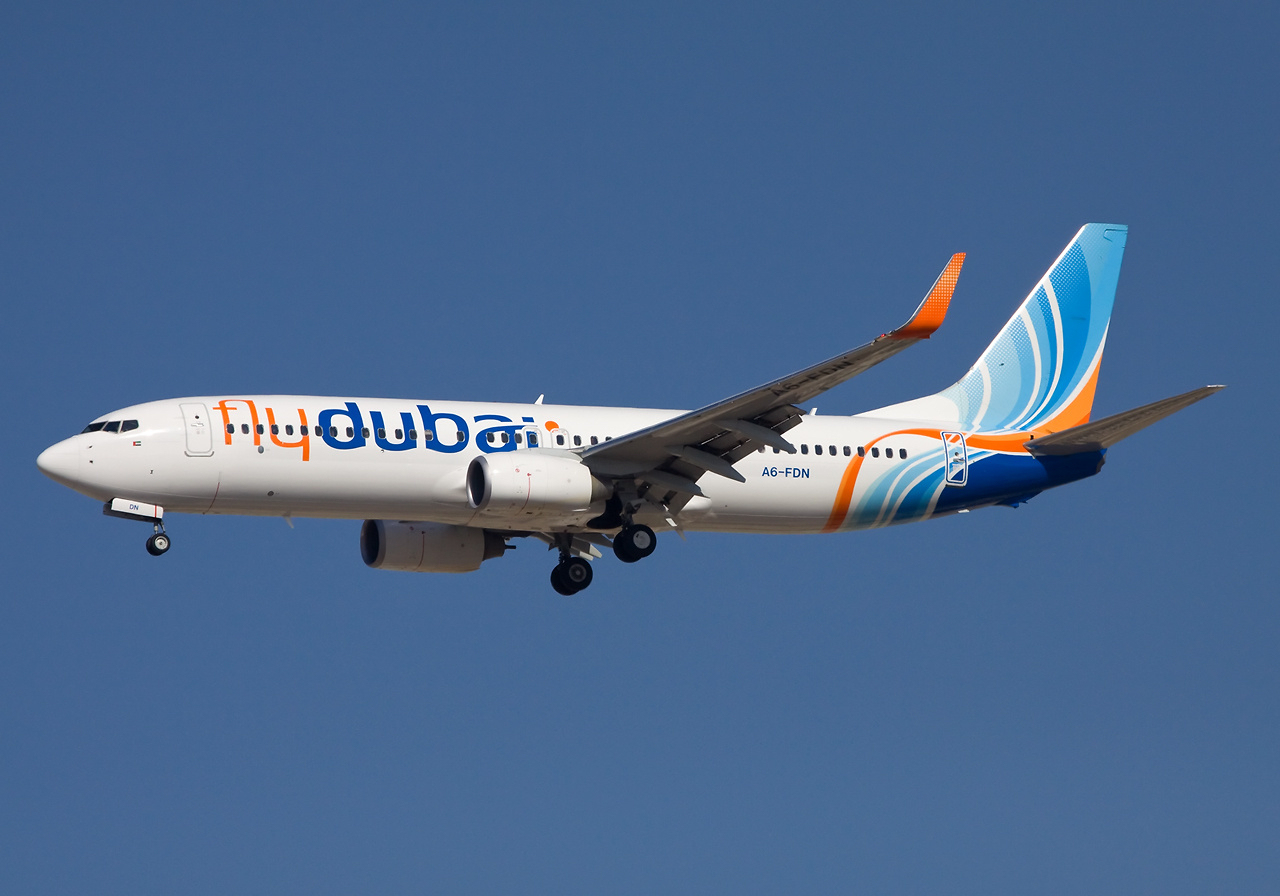
تحطمت هذه الطائرة، وهي الرحلة 981 التابعة لفلاي دبي، في روستوف أون دون في 19 مارس 2016.

كان من المخطط أن تغادر الرحلة 981 من مطار دبي الدولي في تمام الساعة 21:45 بالتوقيت المحلي (+4توقيت عالمي منسق) وأن تصل إلى مطار روستوف-أون-دون في تمام الساعة 1:20 بالتوقيت المحلي (+3توقيت عالمي منسق). غادرت من دبي في تمام الساعة 22:20 بالتوقيت المحلي (18:20 غرينتش) بحلول الساعة 1:41 بالتوقيت المحلي ألغت الطائرة هبوطها الأولى بسبب الرؤية الغير واضحة، ووضعت في نمط الإبقاء بقرب المطار لحوالي ساعتين.
بين محاولة هبوط الرحلة 981 الأولى والثانية. رحلة أخرى حاولت الهبوط 3 مرات بعد أن تحولت.
تحطمت الرحلة 981 خلال الاقتراب الأخير في محاولتها الثانية للهبوط على مدرج 22.

## أسباب التحطم
أفادت لجنة التحقيق الروسية المكلفة بحادثة تحطم طائرة فلاي دبي بأنه يتم تدارس ثلاثة احتمالات رئيسية وراء الحادث الذي شهدته مدينة روستوف أون دون جنوبي غربي روسيا.
وقال رئيس اللجنة فلاديمير ماركين إن هذه الاحتمالات تتعلق بالعطل الفني والأحوال الجوية والخطأ البشري، بحسب وكالة نوفوستي الروسية.
وقالت اللجنة إن «الطائرة اصطدمت بالأرض وتفككت إلى عدة قطع»، موضحة أنه تم فتح تحقيق جنائي بشأن مخالفة لقواعد سلامة واستثمار النقل الجوي أدت إلى سقوط عدد من القتلى.
وكانت طائرة ركاب تابعة لشركة «فلاي دبي» من طراز بوينغ 737-800 قادمة من دبي قد تحطمت بالقرب من مدينة روستوف أون دون، مما أسفر عن مقتل كل من كانوا على متنها، وهم 62 قتيلا.
ونشرت وزارة الطوارئ والدفاع المدني الروسية قائمة أسماء الركاب الـ55 وأفراد الطاقم الـ7، كما ذكرت شركة طيران فلاي دبي أن قوائم الرحلة «أف زد 981» تضم 55 مسافرا بينهم 33 امرأة و18 رجلا وأربعة أطفال، إضافة إلى سبعة من أفراد الطاقم.
وقال الرئيس التنفيذي لشركة «فلاي دبي» غيث الغيث إن بين الضحايا 44 روسيا وأوكرانييْن اثنين وهنديين اثنين، إضافة إلى مسافر من أوزبكستان، في حين أوضح أنه من السابق لأوانه تحديد سبب تحطم الطائرة.
ونقلت وكالات أنباء محلية عن المتحدث باسم الكرملين ديمتري بيسكوف قوله إن الرئيس الروسي فلاديمير بوتين أعلن اليوم أن تقديم المساعدة لأقارب من قتلوا في حادث تحطم الطائرة يكتسب أولوية.
ونقلت الوكالات عن بيسكوف قوله «قال رئيس الدولة إن الأمر المهم الآن هو التعاون مع أسر من قتلوا والمقربين منهم.»
يشار إلى أن «فلاي دبي» هي شركة طيران اقتصادي مملوكة لإمارة دبي وتتخذ من مطار الإمارة مقرا لانطلاق رحلاتها.

## مشغل الطائرة
تأسست فلاي دبي في عام 2008 من قبل الحكومة الإماراتية، وتعتبر فلاي دبي ثاني شركة طيران اقتصادي في الإمارات يعمل بنظام الطيران المنخفض، يقع مقر الشركة الرئيسي في دبي بدأت أولى رحلاتها الجوية في عام 2009.

## الركاب والطاقم

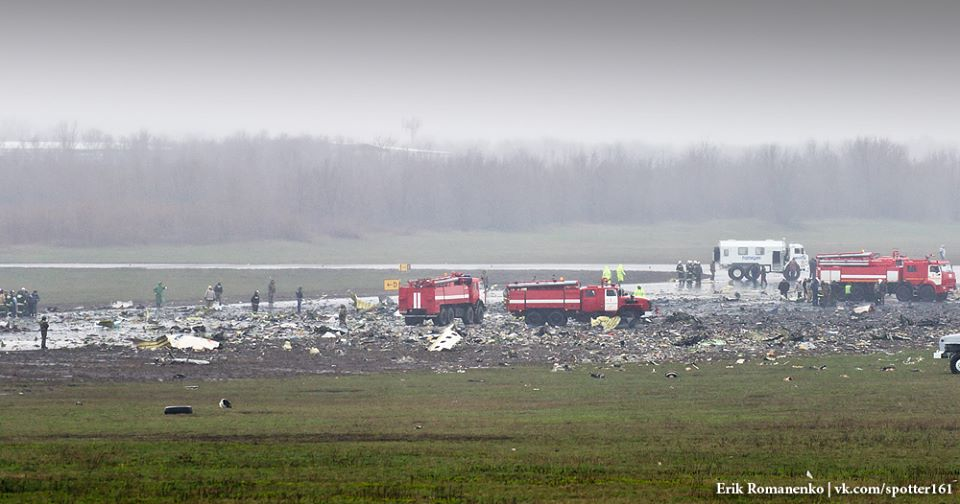
حطام 981 إف زد متناثرة عبر المدرج 22 في مطار روستوف نا دونو.

كان على متنها 55 راكباً: 44 روسي، 8 أوكرانيين، وهنديان، وأوزبكستاني واحد.
وهم 33 امرأة و18 رجلاً و4 أطفال. من بين الركاب «إيغور باكوس» وهو نائب في برلمان مقاطعة روستوف وزوجته «غالينا باكوس»، وكذلك زوجة رئيس منطقة آزوف مقاطعة روستوف «مارينا بيفزيوك» وابنته «فكتوريا بيفزيوك».
| الجنسية   | عدد الضحايا |
| --------- | ----------- |
| روسيا     | 45          |
| أوكرانيا  | 8           |
| الهند     | 2           |
| كولومبيا  | 1           |
| قبرص      | 1           |
| قرغيزستان | 1           |
| سيشل      | 1           |
| أوزبكستان | 1           |
| إسبانيا   | 2           |
| المجموع   | 62          |

## ردود الأفعال

### المحلية
- أعلن محافظ روستوف أوبلاست فاسيلي يوريافيتش غولوبيف أن حكومة الأوبلاست ستقوم بدفع 1 مليون روبل (قرابة 14,500 دولار أمريكي) لأسر الضحايا.[6] كما أُعلن يوم الأحد 20 مارس 2016 يوم حداد في المنطقة.[7]

## معرض صور

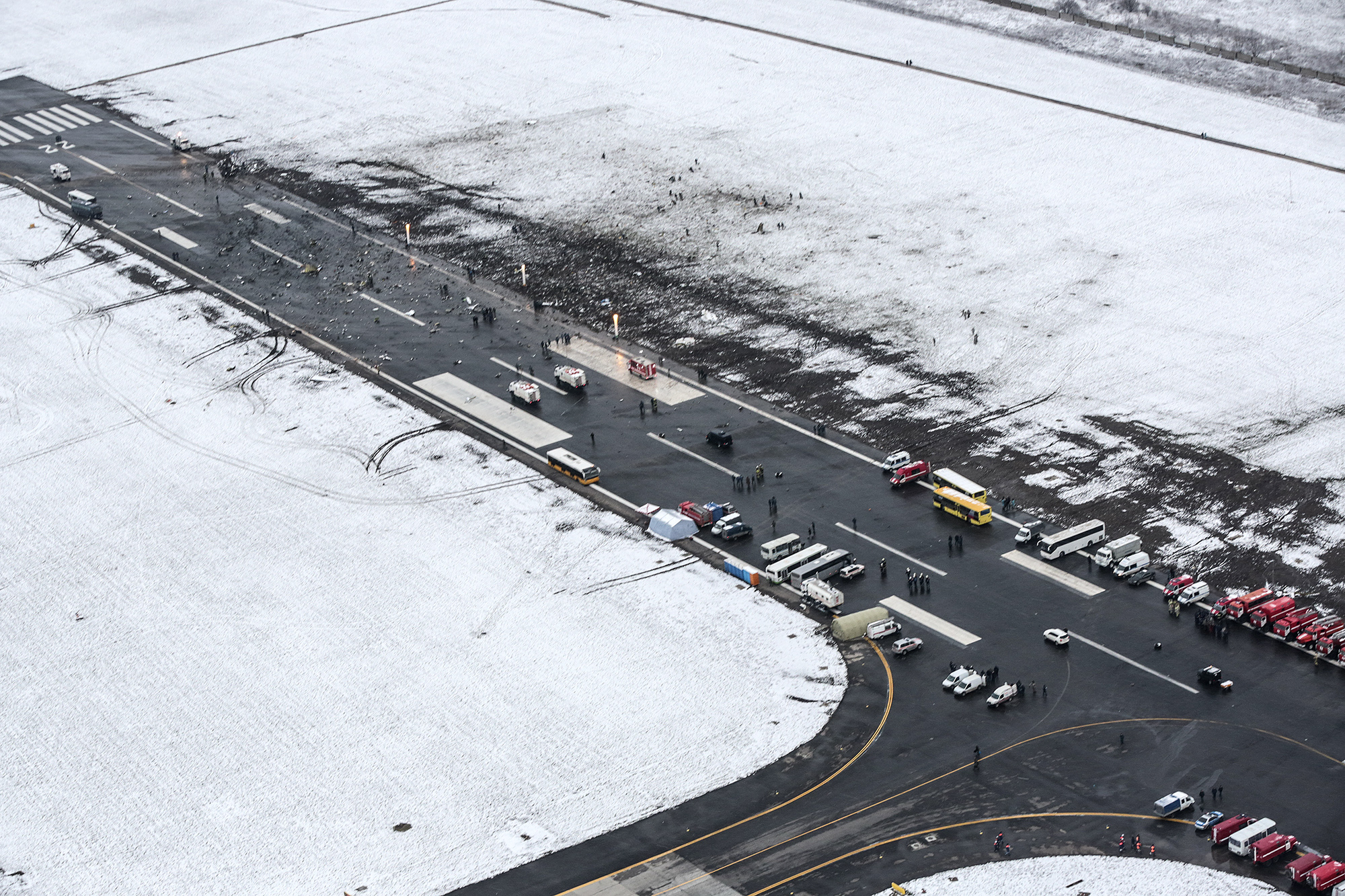
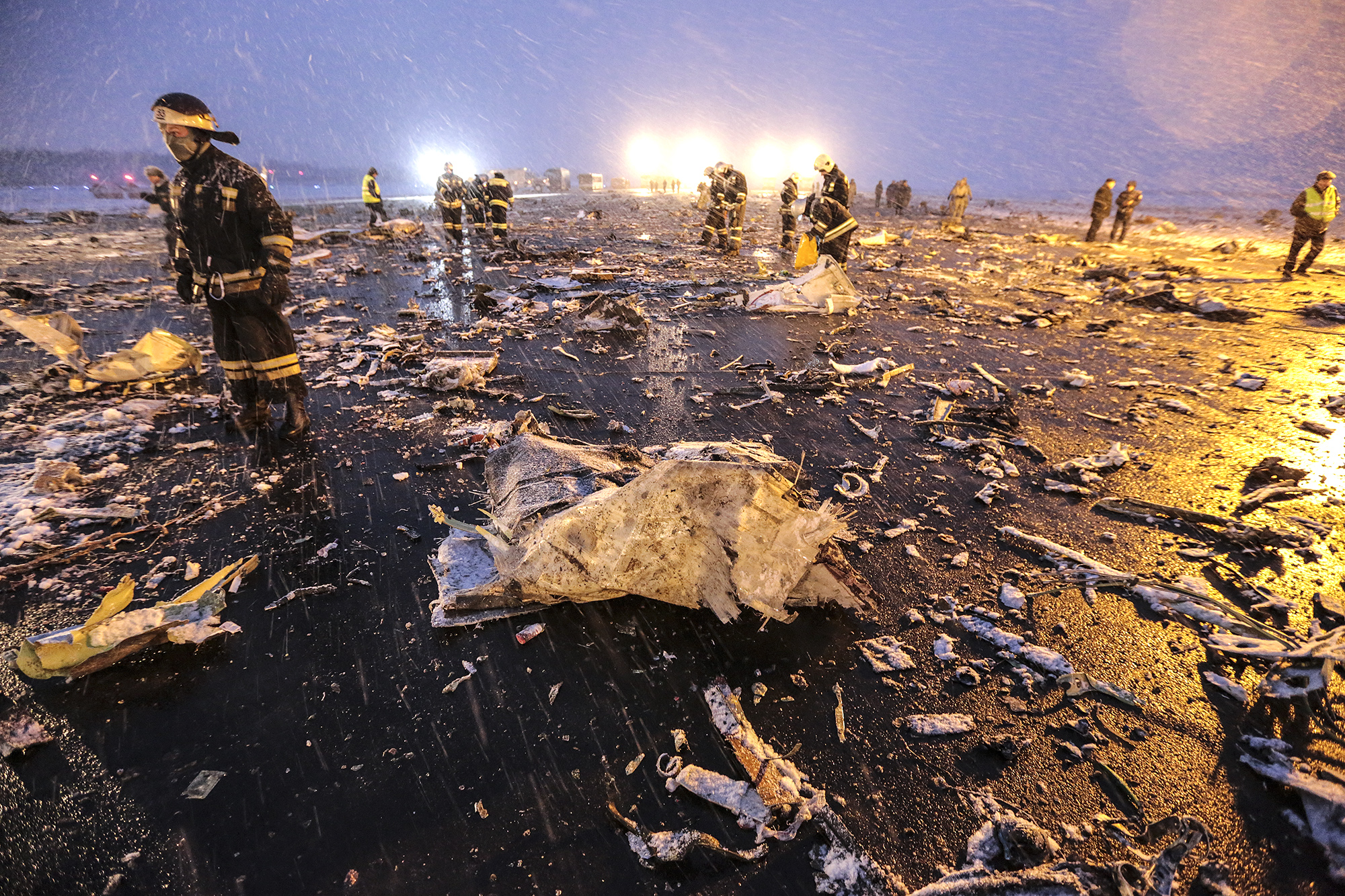
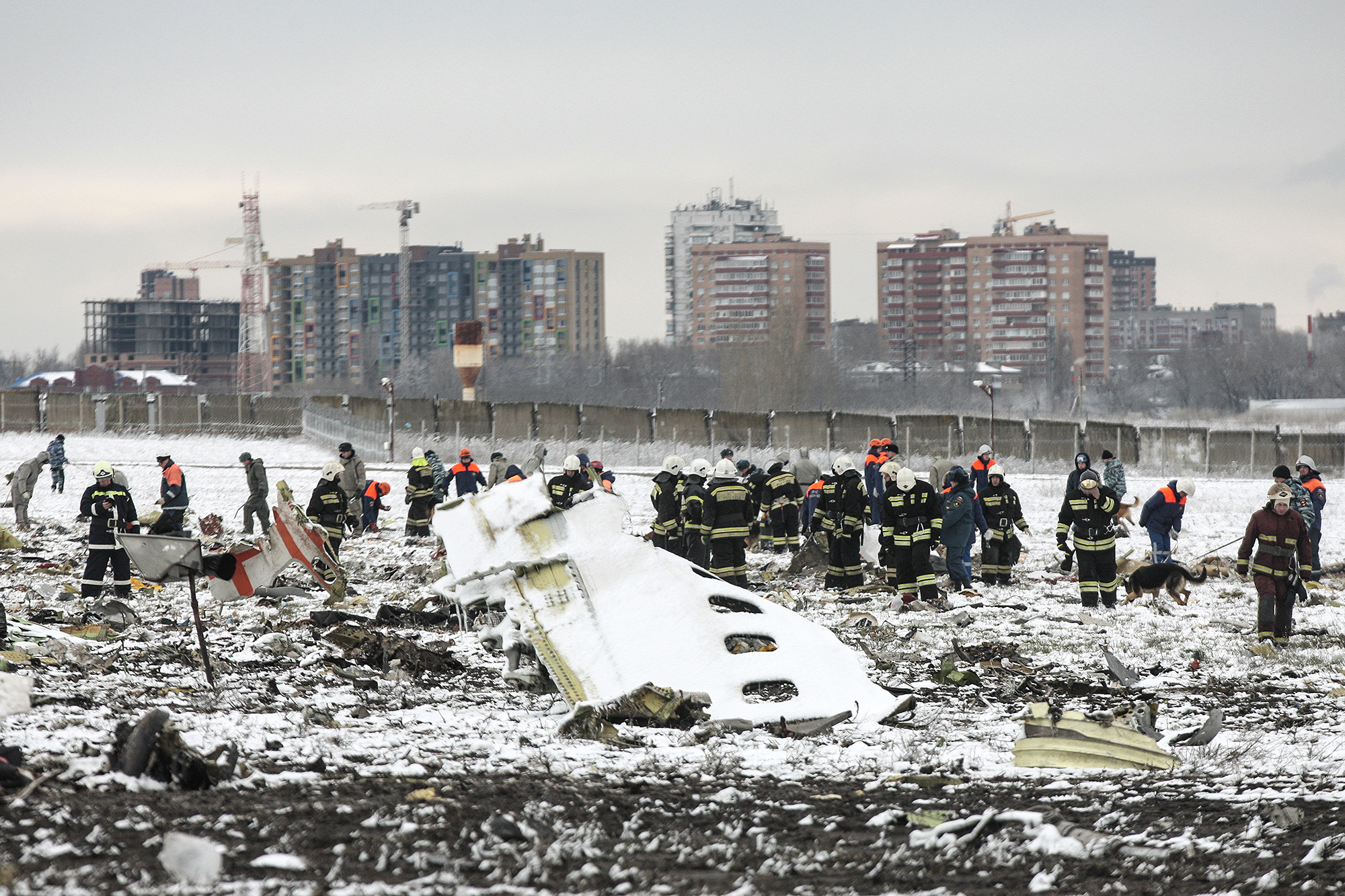
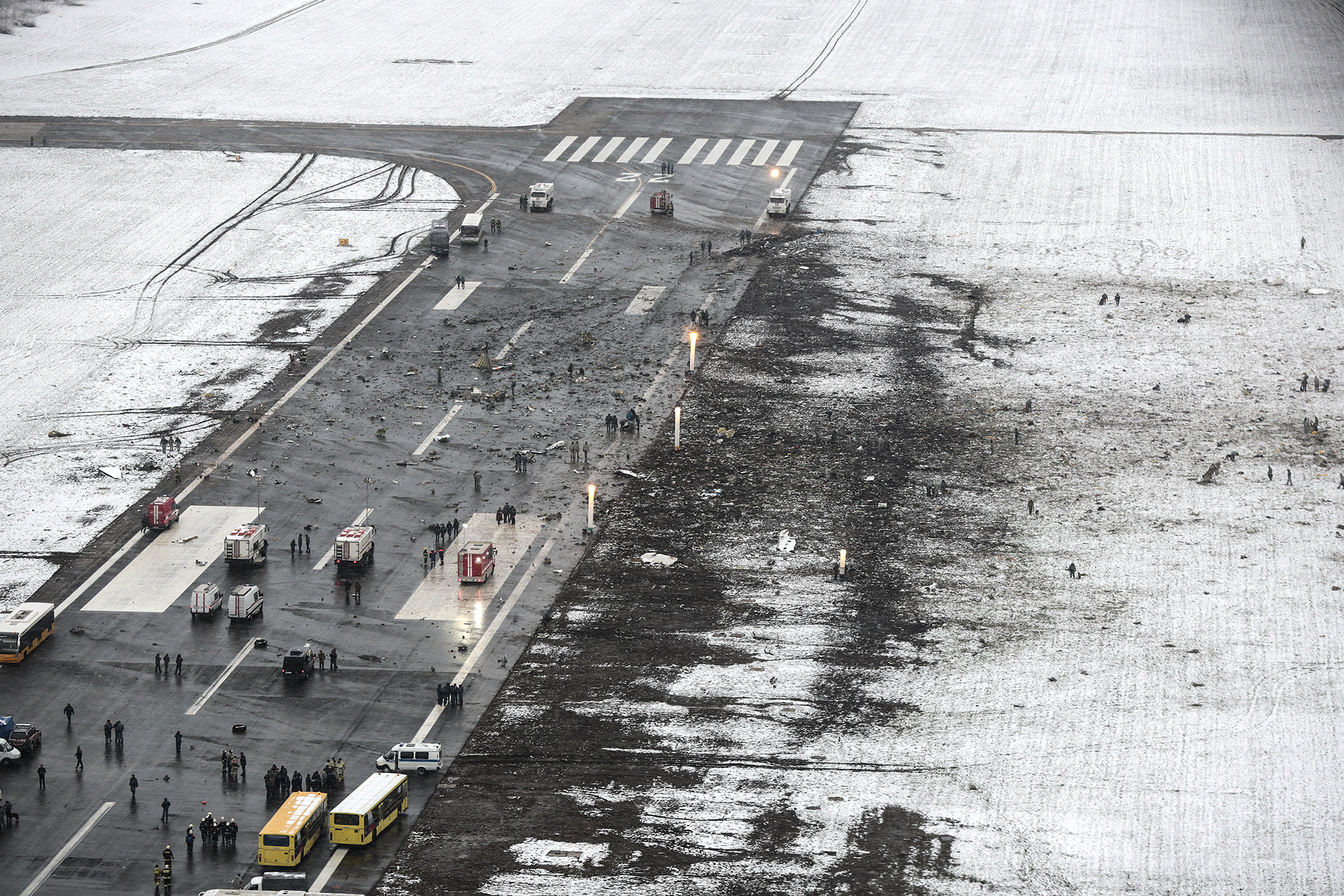

## وصلات خارجية
- (بالإنجليزية) Boeing 737-800 А6-FDN 19.03.2016 - لجنة الطيران الدولية
- معلومات حول الرحلة 581 - فلاي دبي
- قائمة بالركاب (بالروسية)